# Ciclismo ai Giochi della XXIV Olimpiade
Le competizioni di ciclismo dei Giochi della XXIV Olimpiade si svolsero dall'8 al 24 settembre 1988. Le competizioni su pista si tennero al Velodromo Olimpico di Seul mentre le competizioni su strada si svolsero sul circuito di Tongillo, nella zona nord di Seul.

## Podi

### Uomini
| Evento                              | Oro                                                                                  | Prestazione | Argento                                                                      | Prestazione | Bronzo                                                                         | Prestazione |
| Ciclismo su strada                  |                                                                                      |             |                                                                              |             |                                                                                |             |
| Corsa in linea (dettagli)           | Olaf Ludwig                                                                          | 4h32'22"    | Bernd Gröne                                                                  | a 3"        | Christian Henn                                                                 | a 24"       |
| Cronometro a squadre (dettagli)     | Germania Est Jan Schur Uwe Ampler Mario Kummer Maik Landsmann                        | 1h57'47"    | Polonia Andrzej Sypytkowski Joachim Halupczok Zenon Jaskuła Marek Lesniewski | a 7"        | Svezia Michel Lafis Anders Jarl Björn Johansson Jan Karlsson                   | a 2'00"     |
| Ciclismo su pista                   |                                                                                      |             |                                                                              |             |                                                                                |             |
| Inseguimento individuale (dettagli) | Gintautas Umaras                                                                     | 4'32"00 WR  | Dean Woods                                                                   | 4'35"00     | Bernd Dittert                                                                  | 4'34"17     |
| Inseguimento a squadre (dettagli)   | Unione Sovietica Vjačeslav Ekimov Artūras Kasputis Dmitrij Neljubin Gintautas Umaras | 4'13"31 WR  | Germania Est Carsten Wolf Steffen Blochwitz Roland Hennig Dirk Meier         | 4'14"09     | Australia Scott McGrory Dean Woods Brett Dutton Wayne McCarney Stephen McGlede | 4'16"02     |
| Velocità (dettagli)                 | Lutz Heßlich                                                                         |             | Nikolaj Kovš                                                                 |             | Gary Neiwand                                                                   |             |
| Chilometro a cronometro (dettagli)  | Aleksandr Kiričenko                                                                  | 1'04"499    | Martin Vinnicombe                                                            | a 0"285     | Robert Lechner                                                                 | a 0"615     |
| Corsa a punti (dettagli)            | Dan Frost                                                                            |             | Leo Peelen                                                                   |             | Marat Ganeev                                                                   |             |

### Donne
| Evento                    | Oro           | Prestazione | Argento              | Prestazione | Bronzo                  | Prestazione |
| Ciclismo su strada        |               |             |                      |             |                         |             |
| Corsa in linea (dettagli) | Monique Knol  | 2h00'52"    | Jutta Niehaus        | s.t.        | Laima Zilporytė         | s.t.        |
| Ciclismo su pista         |               |             |                      |             |                         |             |
| Velocità (dettagli)       | Erika Salumäe |             | Christa Rothenburger |             | Connie Paraskevin-Young |             |

## Medagliere
| Pos.   | Paese            | Oro | Argento | Bronzo | Totale |
| ------ | ---------------- | --- | ------- | ------ | ------ |
| 1      | Unione Sovietica | 4   | 1       | 2      | 7      |
| 2      | Germania Est     | 3   | 2       | 1      | 6      |
| 3      | Paesi Bassi      | 1   | 1       | 0      | 2      |
| 4      | Danimarca        | 1   | 0       | 0      | 1      |
| 5      | Australia        | 0   | 2       | 2      | 4      |
| 5      | Germania Ovest   | 0   | 2       | 2      | 4      |
| 7      | Polonia          | 0   | 1       | 0      | 1      |
| 8      | Svezia           | 0   | 0       | 1      | 1      |
| 8      | Stati Uniti      | 0   | 0       | 1      | 1      |
| Totale | Totale           | 9   | 9       | 9      | 27     |